# Cleckheaton
Cleckheaton is een plaats in het bestuurlijke gebied Kirklees, in het Engelse graafschap West Yorkshire. 